# Исмагилов, Равиль Барилович
Равиль Барилович Исмагилов (28 октября 1940; Россия, Пермский край, Пермь – 19 ноября 2020; Пермь) – советский и российский художник-прикладник, график, живописец, дизайнер интерьеров. Экс-генеральный директор пермского «Дома художника», председатель пермского отделения Союза художников Российской Федерации. Заслуженный художник Российской Федерации. Член Союза художников России (1978).

## Биография
Родился 28 октября 1940 года в Перми Пермского края.
В 1960 году окончил Пермский техникум железнодорожного транспорта. Учился в студии А. М. Дёмина, которая работала при Пермской государственной художественной галерее. С 1960-1962 годы Исмагилов учился в Казанском художественном училище, а с 1967-1972 годы – в Ленинградском высшем художественно-промышленном училище им. В. И. Мухиной на отделении стекла и керамики. В 1972-1973 гг. работал главным художником Сылвенского стекольного завода. С 1973 года начал работать над оформлением интерьеров общественных зданий, в области монументально-декоративного искусства, на практике осуществляя задачи синтеза искусств.
В 1999-2006 года создал ряд памятных досок выдающимся современникам
Ушёл из жизни 19 ноября 2020 года в возрасте 80-ти лет, в Перми.

## Работы

### Памятные доски
- Памятные доски выдающимся современникам: поэту А. Л. Решетову, писателю В. П. Астафьеву, хирургу В. Н. Перепелицыну, доктору Е. А. Вагнеру, киномеханику В. И. Самойловичу, Герою Советского Союза, инженеру З. Г. Исхакову,  деятелю культуры, телережиссёру Л. И. Футлику, главе «Уралгазсервис» П. О. Пылеву. В поле внимания и исторические личности прошлых веков: К. Ф. Модерах, братья Каменские, А. П. Гайдар, В. Н. Татищев, С. П. Дягилев и многие другие.

### Проекты и эскизы
- Проект и эскизы уличных часов для гостиницы «Кама» в г. Перми Р.Б. Исмагилова. 1980 г. // ГАПК. Ф. р–2371. Оп. 1. Д. 6. Л. 2.
- Фотокопия работы Р.Б. Исмагилова по оформлению здания Пермского театра юного зрителя. 1980 г. // ГАПК. Ф. р–2371. Оп. 1. Д. 16. Л. 41.
- Фотокопии эскизов интерьеров киноконцертного зала «Родина» работы Р.Б. Исмагилова. 1980 г. // ГАПК. Ф. р–2371. Оп. 1. Д. 18. Л. 5.

И другие.

### Портреты
- Портреты кинорежиссера Михаила Заплатина, писателя Михаила Голубкова, мемориальный рельеф губернатору Карлу Модераху.

И другие.

### Выставки
- «К шестидесятилетию Великой Победы», г. Москва, 2005. «Золотая палитра», выставка перм. художников, г. Саратов, 2007.  Выставка пермских художников в г. Уфе, 2007.  Выставка пермских художников в г. Ижевске, 2007.  Выставка произведений Равиля и Рустама Исмагиловых, Пермь, 2004.  Семейная выставка произведений Исмагиловых, г. Казань, 2005.

И другие

### Дизайнерские проекты
- дизайнерские проекты в пивбаре «Уральские зори», в ресторанах «Галактика» и «Вечерняя Гайва», в молодежном спортивном комплексе «Орленок». Из других работ «живы» интерьеры в гостинице «Урал», Дворце спорта «Орленок», Дворце пионеров и так далее.

## Память
- «Ростелеком» в Пермском крае присвоил базовой станции имя Равиля Исмагилова[2].

### Книги
- Союз художников - это мы : посвящается юбилею Пермского отделения всероссийской творческой общественной организации "Союз художников России" / Министерство культуры Пермского края, Пермское отделение ВТОО "Союз художников России" ; [авторы-составители : Р. Б. Исмагилов, И. Г. Пономарёва ; фотографии А. Г. Зернина]. – Пермь, 2019. – 168 с. : ил., портр.
- Семейный портрет : выставка произведений, посвящённая юбилею заслуженного художника Российской Федерации Равиля Исмагилова / Министерство культуры, молодёжной политики и массовых коммуникаций Пермского края, Пермское отделение ВТОО "Союз художников России", Некоммерческое партнёрство «Центр культурных технологий «Дом художника" ; [автор вступительной статьи О. М. Власова]. – Пермь, 2015. – 18 с. : ил., портр.
- Открывая новые горизонты : к 75-летию Пермского отделения Союза художников России : каталог выставки / [составители О. М. Власова, О. Г. Клименская]. - Пермь : Пермская государственная художественная галерея, 2014. - 223 с. : ил.
- Равиль Исмагилов. – Пермь : Астер, 2010. – 119 с. : ил.
- "Союз художников России" : [Изоматериал] : [альбом : к 70-летию Пермской организации Союза художников России] / составители : Р. Б. Исмагилов, И. Г. Пономарева ; вступительная статья Н. В. Казариновой. – Пермь : Издательство Б. Эренбурга, 2009. – 297 с. : ил., цв. ил.
- Казаринова, Н. Равиль Исмагилов : буклет / Н. Казаринова. – Пермь, 1979.

### Книжные сборники
- АРТ Пермь-[2012] : 14-я международная выставка-продажа живописи, графики, скульптуры и изделий декоративно-прикладного искусства, 14-22 янв. 2012 : официальный каталог / Выставочный центр "Пермская Ярмарка". - Пермь : [б. и.], 2012. – С. 6, 53. : ил.
- Арт-Пермь [2008] : 10-я юбилейная международная выставка-продажа живописи, графики, скульптуры и изделий декоративно-прикладного искусства, 18-27 янв. 2008 : официальный каталог / Выставочный центр "Пермская Ярмарка". – Пермь : [б. и.], [2008]. – С. 58-59. : ил.
- Закиров, Д. Г. Татары и башкиры Перми : (об историческом вкладе татар и башкир Перми в становление и развитие города) / Данир Закиров ; Пермская городская национальная культурная Автономия татар и башкир. - Пермь : Звезда, 2008. – С. 412-413.
- Арт-Пермь [2007] : 9-я международная выставка-продажа живописи, графики, скульптуры и изделий декоративно-прикладного искусства, 19-28 янв. 2007 : официальный каталог / Выставочный центр "Пермская Ярмарка". – Пермь : [б. и.], [2007?]. – С. 23. : ил.
- Арт-Пермь [2006] : 8-я международная выставка-продажа живописи, графики, скульптуры и изделий декоративно-прикладного искусства, 20-29 янв. 2006 : официальный каталог / Выставочный центр "Пермская Ярмарка". – Пермь : Сенатор, [2006?]. – С. 16, 36. : ил.
- Арт-Пермь [2005] : 7-я международная выставка-продажа живописи, графики, скульптуры и изделий декоративно-прикладного искусства, 14-23 янв. 2005 : официальный каталог / Выставочный центр "Пермская Ярмарка". – Пермь : Сенатор, [2005?]. – С. 50. : ил.
- Страницы истории художественной культуры Прикамья : учебное пособие [для старшеклассников и учащихся среднего профессионального образования] / Министерство образования и науки Российской Федерации, Федеральное агентство по образованию, Пермский государственный профессионально-педагогический колледж ; [автор проекта Е. М. Калашникова ; научный редактор Е. Н. Шумилов ; редактор-составитель Н. Архипова]. - Пермь : Книжный мир, 2006. – С. 66-67 : ил.
- Закиров, Д. Г. Известные татары Прикамья : историко-публицистическое издание / Д. Г. Закиров. – Пермь : Звезда, 2005. – С. 342-348.
- Казаринова, Н. В. Художники Перми / Н. В. Казаринова. - Ленинград : Художник РСФСР, 1987. – С. 92-95.
- Художники Перми : сборник очерков / составитель Н. Казаринова. - Пермь : Книжное издательство, 1981. – С. 35,107,110-113,170.
- Пермская организация союза художников РСФСР / Управление культуры Пермского облисполкома, Пермская государственная художественная галерея; ответственный за выпуск М. В. Тарасова. - Пермь : Книжное издательство, 1979. - 45 буклетов с. - (Союз художников РСФСР).

### Переодические издания
- Каргопольцева, Л. Зачем художнику муза? : [о семье художников Исмагиловых] / Л. Каргопольцева // Звезда. – 2015. - 22 окт. – C. 4 : фот.
- Баталина, Ю. Осень патриарха : [в Доме художника открылась юбилейная выставка художника, председателя Пермского отделения Союза художников России, Равиля Исмагилова и его семьи] / Ю. Баталина // Новый компаньон. – 2015. – 13 окт. – С. 20 : фот.
- Исмагилов, Р. Б. Не за тридевять земель : [мнение художника о новой Концепции культурной политики Прикамья] / Р. Б. Исмагилов // Звезда. – 2010. – 2 дек. – С. 2. : фот.
- Исмагилов, Р. Б. Родина нужна для того, чтобы я ей был нужен / Р. Б. Исмагилов // Мы - земляки. – 2010. – № 12 (22). – С. 6-9 : фот.
- Беликов, Ю. Услышать, как падает лист : [художнику Р. Исмагилову – 70 лет] / Ю. Беликов // Звезда. – 2010. – 28 окт. – С. 4. : фот.
- Баталина, Ю. Человек-локомотив : в Пермском Доме художника открылась персональная выставка Равиля Исмагилова / Ю. Баталина. – Новый компаньон. – 2010. – 26 окт.
- Гашев, Н. «Гостеприимная «Кама» : [о проекте одноименного гостиничного комплекса, в работе над которым принимал участие Р. Б. Исмагилов] / Н. Гашев // Вечерняя Пермь. – 1984. – 23 нояб.
- Бердичевская, А. «Преображение» : [о проекте создания в г. Кунгуре Дворца бракосочетаний] / А. Бердичевская // Вечерняя Пермь. – 1983. – 23 сент.
- Лежневский, В. Поделись удивленьем своим : [о неделе изобразительного искусства в Перми] / В. Лежневский // Вечерняя Пермь. – 1983. – 16 апр.
- Якубова, А. Путешествие в горный край : [о поездке Р. Б. Исмагилова в Тушетию (Грузинская ССР)] / А. Якубова // Вечерняя Пермь. – 1982. – 13 нояб.
- Алексеева, Т. «Поезд юности» : [об агитпоезде художественно-пропагандистской группы «Молодогвардеец»] / Т. Алексеева // Молодая гвардия. – 1981. – 22 мая.
- Федотова, И. Ветер, застывший в гипсе / И. Федотова // Вечерняя Пермь. – 1978. – 1 марта.
- Казаринова, Н. В. «О времени и о себе» :[о Пермском отделении Союза художников СССР] / Н. В. Казаринова, И. Фукалова // Звезда. – 1977. – 26 нояб.

### Творчество Р. Б. Исмагилова
- Власова, О. М. Пермские художники представляют : живопись, графика, скульптура, декоративно-прикладное искусство : [каталог выставки] / Министерство культуры Пермского края, Пермское отделение ВТОО "Союз художников России" ; О. М. Власова ; [автор-составитель Р. Б. Исмагилов ; автор вступительной статьи А. Жданова]. - Кудымкар, 2019. – 68, [2] с. : ил.
- Современное изобразительное искусство Пермского края : живопись, графика, скульптура, декоративно-прикладное искусство : [обменная выставка современного изобразительного искусства Пермского края в городах Уфе и Ижевске] / Министерство культуры Пермского края, Департамент культуры и искусства г. Перми, Пермская организация ВТОО "Союз художников России" / авторы-составители : Р. Б. Исмагилов, И. Г. Пономарева ; вступительная статья О. М. Власовой]. - Пермь : Рейкьявик, 2007. – 84 с. : цв. ил.
- Равиль Исмагилов : [каталог выставки]. - [Пермь] : Senator, 2000. – [20] с. : ил.

### Оформление изданий
- «Ради жизни на земле…»: рассказы о войне / составитель Л. Линьков ; художник Р. Б. Исмагилов. – Пермь: Книжное издательство, 1974. – 135 с.
- Мартин, Э. Ритм стройки / Э. Мартин ; художник Р. Б. Исмагилов. – Пермь: Книжное издательство, 1973. – 81 с.
- Капцугович, И. С. Прикамье в огне Гражданской войны : научно-исторический очерк / И. С. Капцугович ; редактор Т. И. Вершинин ; художник Р. Исмагилов. – Пермь : Книжное издательство, 1969. – 130 с. : ил.
- Ваксман, С. И. Лик земли: стихи / С. И. Ваксман ; художник Р. Б. Исмагилов. – Пермь : Книжное издательство, 1967. – 44 с.
- Молодой человек: литературно-художественный сборник. Выпуск 6. / С. И. Ваксман ; художник Р. Б. Исмагилов. – Пермь : Книжное издательство, 1967. – 279 с.
- Спешилов, А. Н. Бурлаки: повесть / А. Н. Спешилов ; художник Р. Б. Исмагилов. – Пермь : Книжное издательство, 1967. – 262 с. : ил.
- Баяндин, А. Д. Сто дней, сто ночей ; Девушки нашего полка ; Отчаянная : повести / А. Д. Баяндин ; [вступительная статья Вл. Черненко ; художник Р. Исмагилов]. – Пермь : Книжное издательство, 1966. – 291, [2] с. : ил.
- Белов, Р. П. Море тебя любит: рассказы о советских людях / Р. П. Белов ; художник Р. Б. Исмагилов. – Пермь : Книжное издательство, 1965. – 41 с.
- Шмерлинг, С. Б. Три пуда соли : сборник рассказов и очерков : [для среднего и старшего школьного возраста] / С. Б. Шмерлинг ; [иллюстрации Р. Исмагилова]. – [Пермь] : [Книжное издательство], [1964]. – 87 с. : ил.
- Рождественская, К. В. Встаньте, подсудимый!: записки народного заседателя / К. В. Рождественская ; художник Р. Б. Исмагилов. – Пермь : Книжное издательство, 1962. – 96 с. : ил.

### Статьи из сборников
- Лобанова, Т. А. Актуальность изучения пермского звериного стиля на уроках изобразительного искусства : (из опыта работы) / Т. А. Лобанова // Диалоги о культуре искусстве : материалы IV Всероссийской научно-практической конференции с международным участием, Пермь, 20-23 октября 2014 г. – Пермь : Управление научно-исследовательской деятельности Пермской государственной академии искусства и культуры, 2014. – С. 392-398.
- Краснокамская картинная галерея имени И. И. Морозова, 15 лет : живопись, графика, скульптура, декоративно-прикладное искусство / [автор, редактор Е. В. Воронянская]. - Пермь : Титул, 2012. - 19 с. : ил.
- Русская живопись 1940-2000-х годов : Станковая живопись. Театрально-декорационное искусство (эскизы) : каталог . / Пермская государственная художественная галерея ; [автор вступительной статьи и составитель И. М. Андренко]. - Пермь : Издатель И. Максарова, 2012. – С. 162-164 : ил.
- Русская оригинальная графика 1940-2000-х годов : Акварели и рисунок ; Книжная и журнальная графика ; Карикатура. Шарж ; Монументально-декоративное искусство ; Театрально-декорационное искусство и киноискусство ; Проекты : каталог / Пермская государственная художественная галерея ; [автор-составитель Н. Новопашина]. - Пермь : Издатель Максарова И. Н., 2012. – С. 155-163 : ил.
- Власова, О. М. Образ Дягилева в произведениях пермских художников / О. М. Власова // С.П. Дягилев и современная культура : материалы Международного симпозиума - VI Дягилевских чтений, 15-18 мая, 2005 г. Пермь. – Пермь : От и до. – 2007. - С. 37-41.
- Искусство Урала 2007 : [каталог] : живопись, скульптура, графика, декоративно-прикладное искусство : художники, контакты, цены / Выставочный центр "Пермская Ярмарка". - Пермь : Сенатор, 2007. – С. 35-40 : ил.

### Переодические издания
- Беликов, Ю. Оклик за синей рекой / Ю. Беликов // Звезда. – 2017. – 8 дек. – C. 8 : портр.
- Баталина, Ю. Переживание ландшафта : [в Музее современного искусства PERMM проходит большая выставка пермских художников "Геопоэтика. Новое искусство Перми"] / Ю. Баталина // Новый компаньон. – 2017. – 24 янв. – С. 17 : фот.
- Федотова, С. Галактики Исмагилова / С. Федотова // Компаньон magazine. – 2016. – № 8. - С. 54-61 : фот., ил.
- Крылова, М. Лично причастен : [в Пермском доме художника открылась выставка "Нашим бессмертным полком", посвящённая 70-летию Великой Победы. Среди авторов – Р. Б. Исмагилов] / М. Крылова // Звезда. – 2015. – 23 апреля. – С. 4.
- Оборина, Е. Это надо детям : [10 марта в здании детской клинической больницы № 15 открылась постоянно действующая выставка картин пермских художников. Среди авторов – Р. Б. Исмагилов] / Е. Оборина // Пермский обозреватель. – 2015. – 14 марта. – С. 10 : фот.
- Оборина, К. Искусство - лучшее лекарство / К. Оборина // Звезда. – 2015. – 12 марта. – С. 2 : фот.
- Орлова, М. Парад творчества : [о 16-й выставке "Арт-Пермь". Среди участников – художник Р. Б. Исмагилов] / М. Орлова // Пермские губернские ведомости. – 2014. – 17 янв. – С. 8.
- Букреев, А. Привет от классика : [22 ноября 2013 года в пермском Доме учителя состоялось очередное награждение "Орденом Достоевского". Среди награжденных - художник Р. Б. Исмагилов] / А. Букреев // Звезда. – 2013. – 26 нояб. – С. 1, 4 : фот.
- Решение о награждении орденами Достоевского I, II, III степени : [среди награжденных – художник Р. Б. Исмагилов] // Пермский писатель. – 2013. – 22 нояб. – С. 4 : фот.
- Матвеева, К. "Большая Волга" на Каме : [XI региональная выставка художников Приволжского федерального округа в ВЦ "Пермская ярмарка"] / К. Матвеева // Местное время. – 2013. – 7 авг. – С. 12.
- Баталина, Ю. Великая река : [впервые за 65 лет в ВЦ "Пермская ярмарка" прошла зональная выставка художников Урала и Поволжья "Большая Волга" / Ю. Баталина // Новый компаньон. – 2013. – 23 июля. – С. 22-23.
- Чернова, Т. Самуил Вейхман : "Артисты - это мои дети..." : [об открытии мемориальной доски первому директору Пермской филармонии. Автор проекта - Равиль Исмагилов] / Т. Чернова // Мы – земляки. – 2011. – № 11. – С. 84-86 : фот.
- В четверг, 29 сентября открыта мемориальная доска Самуилу Соломоновичу Вейхману (1902-1977) - первому директору Пермской филармонии. Автор проекта Р. Б. Исмагилов] // Новый компаньон. – Пермь, 2011. – 4 окт. – С. 22 : фот.
- Князева, Е. Легче остановить мгновение, чем самого cебя : [юбилейная выставка известного пермского художника Равиля Исмагилова] / Е. Князева // Автограф 59. – 2010. – декабрь. – С. 54-55 : фот.
- Коньшина, Н. «Каждый художник – немного волшебник» : [о передаче в дар Пермскому краевому госпиталю ветеранов войн картин пермских художников] / Н. Коньшина // Пятница. – 2010. – 24 дек.
- Чернова, Т. Исповедь художника : [в Перми открылась персональная юбилейная выставка заслуженного художника России Равиля Исмагилова / Т. Чернова // Звезда. – 2010. – 21 окт. – С. 1, 4 : фот.
- Гилева, И. Ба, знакомые все лица / И. Гилева // Капитал-weekly. – 2010. – 20 янв. – С. 6 : фот.
- Исмагилов Равиль : [о присвоении почетного звания "Заслуженный художник" Равилю Исмагилову // Звезда. – 2009. – 23 янв. – С. 8.
- Спасенков, Г. Искусство - то же доброе слово : [в кардиологическом корпусе Института сердца прошло открытие персональной выставки Равиля Исмагилова] / Г. Спасенков // Досье 02. – 2007. – 30 марта. – С. 2.
- Баталина, Ю. Игривый дизайн : [Пермский клуб дизайнеров интерьера] / Ю. Баталина // Компаньон magazine. – 2006. – № 7 (дек.). – С. 38-40.
- Макарова, В. Любить увиденное : [в Доме художника в третий раз проходит выставка "Городской пейзаж: взгляд современника". Среди участников – Р. Б. Исмагилов] / В. Макарова // Пермский обозреватель. – 2005. – 4 июля. – С. 19 : фот.
- Баталина, Ю. Цветовые эксперименты на банковских стенах : [выставка пейзажей пермского художника Р. Исмагилова в Пермском филиале «Транскапиталбанка»] / Ю. Баталина // Новый компаньон. – 2004. – 22 июня. – С. 5 : фот.
- Чернова, Т. Ржавое ведро как искусство : [о персональной выставке семьи художников Исмагиловых] / Т. Чернова // Вечерняя Пермь. – 2004. – 15 апр. – С. 16.
- Владимирский, М. Художественный мир Исмагиловых : [о выставке работ художника Р. Б. Исмагилова в Пермском доме художника] / М. Владимирский // Профсоюзный курьер. – 2004. – 13 апр.
- Зайцева, Е. Как одушевлялась сталь : [о выставке работ Равиля и Рустама Исмагиловых в Доме художника] / Е. Зайцева // Пермские новости. – 2004. – 9 апр. – С. 21 : фот.
- Проскурин, В. Продолжение следует: уверен пермский художник Р. Исмагилов : [выставка отца Р. Б. Исмагилова и сына Р. Р. Исмагилова в Доме художника] / В. Проскурин // Деловое Прикамье. – 2004. – 30 марта. – С. 8. : фот.
- Васильев, М. Астафьев возвращается домой : [об открытии мемориальной доски писателю В. Астафьеву и о художнике Р. Исмагилове] / М. Васильев ; фото Е. Загуляева // Досье 02. – 2003. – 16 мая. – С. 9.
- Исмагилов, Р. Б. Сотри случайные черты : [беседа с пермским художником Р. Б. Исмагиловым о его творческой деятельности] / Р. Б. Исмагилов // Звезда. – 2001. – 1 марта. – С. 4 : фот.
- Смородинов, М. Человек с ружьем : [портрет пермского прозаика Михаила Голубкова работы Р. Б. Исмагилова] / М. Смородинов // Звезда. – 2001. – 19 янв. – (Лукоморье. - № 1. – С. 1 : фот.).
- Земскова, Н. Урок по повторенью тем : [о выставке пермского художника Равиля Исмагилова] / Н. Земскова // Звезда. – 2001. – 11 янв. – С. 12 : фот.
- Федоров, В. Галерея "отцов губернии" : [художник Р. Исмагилов создает галерею портретов замечательных деятелей Прикамья] / В. Федоров // Пермские новости. – 1997. – 4 марта.
- Чернова, Т. «И губернатор в расцвете сил» : [о скульптурном проекте губернатора К. Ф. Модераха работы Р. Б. Исмагилова] / Т. Чернова // Вечерняя Пермь. – 1997. – 20 февр.
- Соколовский, В. Г. «Вспоминаю Голубкова» : [о писателе М. Д. Голубкове; содержит воспоминания о Р. Б. Исмагилове] / В. Г. Соколовский // Пермские новости. – 1996. – 2 авг.
- Бердичевская, А. Театр старый, театр новый / А. Бердичевская // Вечерняя Пермь. – 1982. – 26 окт.
- Гашев, Н. «В добрый путь, Родина!» : [о проекте одноименного киноконцертного зала, в работе над которым принимал участие Р. Б. Исмагилов] / Н. Гашев // Вечерняя Пермь. – 1981. – 23 апр.
- Бердичевская, А. На пороге реальности / А. Бердичевская // Вечерняя Пермь. – 1981. – 28 янв.
- Казаринова, Н. В. «Образ интерьера» в творчестве Р. Б. Исмагилова / Н. В. Казаринова. – Вечерняя Пермь. – 1980. – 21 авг.
- Чернова, Т. По имени «Майское» : [об одноименном кафе, над оформлением которого работал Р. Б. Исмагилов] / Т. Чернова // Вечерняя Пермь. – 1978. – 10 апр.